# The Butchers

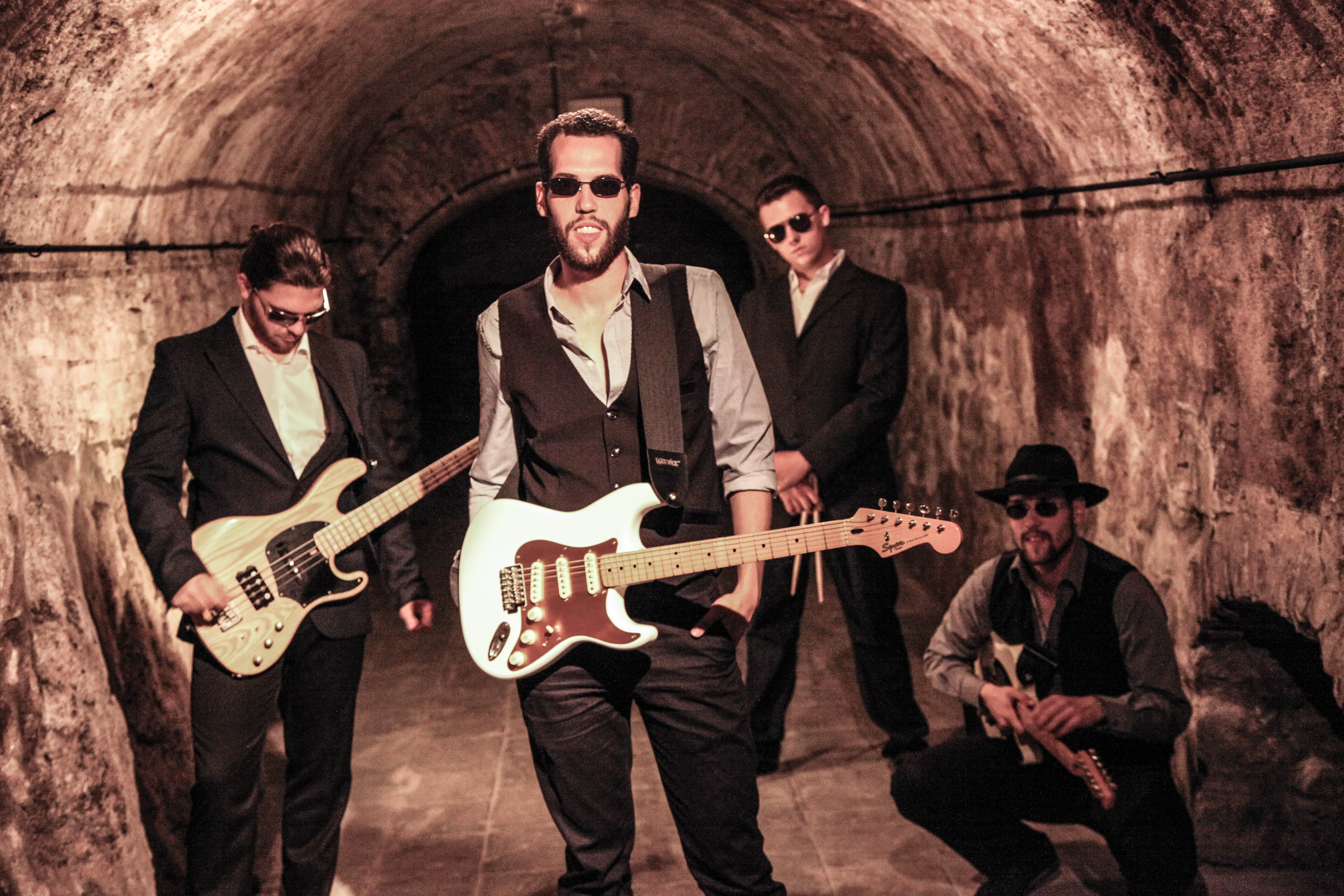
The Butchers 2014-ben

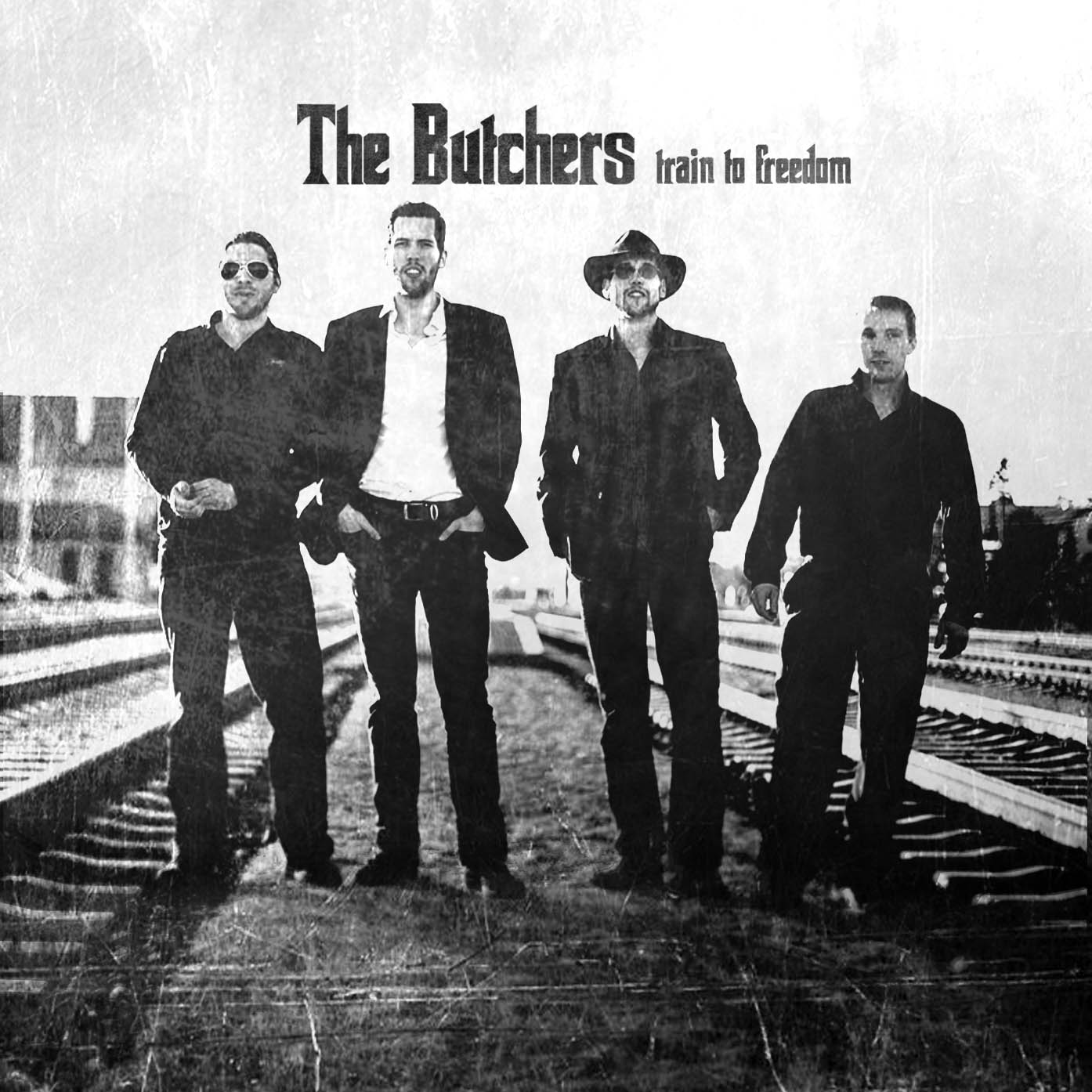
The Butchers Train to freedom 2013-ban

The Butchers egy szlovákiai blues-rock zenekar Somorjáról (Csallóköz).

## Története
A zenekar 2011 decemberében alakult Somorján. Kezdetben átvett blues számokat játszottak majd később belekezdtek a saját dalok írásába is. A kezdeti felállásban Petrákovič Zoltán dobolt, Hushegyi János basszusgitározott és Hushegyi András gitározott és énekelt. 2012 év végén csatlakozott a zenekarhoz Bartha Tamás, mint basszusgitáros és így Hushegyi János lett a zenekar másod gitárosa. 2013-ban a zenekar elkészítette az első hivatalos albumát, amin 11 szám szerepelt és a Train to freedom címet kapta. Júliusban Petrákovič Zoltánnak el kellett hagynia a zenekart és hosszas keresgélés után Mózes Félix Gyuri vette át a helyét az év végéig. 2014-ben a zenekar új dobosa Laco Šebo lett. Ebben az évben jelent meg a zenekar első videóklipje, amely az első albumukon szereplő I'm with you című számukhoz készült.
2015-ben a zenekar bevonult a Gila stúdióba (Galánta), hogy feljátssza az új albumát. Áprilisban a zenekar úgy döntött, hogy új dobost keres, a zenekar legújabb tagja Richard Szilvássy lett. Júliusban saját kiadásban megjelent a zenekar második nagylemeze, The Butchers címmel. Richard Szilvássy szeptemberben kiszállt a zenekarból, külföldi munkalehetőség miatt. Év végéig Méry Dávid (Renton and The Error Jam) ült a dobok mögé. Decemberben a zenekar legújabb dobosa Andrej Jošt lett.

## Diszkográfia
- Train to freedom (2013)
- The Butchers (2015)

## Jelenlegi tagok
- Hushegyi András – ének, gitár (2011–)
- Hushegyi János – ének, gitár (2011–)
- Bartha Tamás – basszusgitár (2012–)
- Andrej Jošt – dobok (2015–)

Korábbi tagok
- Ptrákovič Zoltán
- Mózes Félix Gyuri
- Ladislav Šebo
- Richard Szilvássy